# Melolontha melolontha
Il maggiolino comune (Melolontha melolontha (Linnaeus, 1758)) è un insetto coleottero appartenente alla famiglia degli Scarabeidi (sottofamiglia Melolonthinae) diffuso in tutta Europa. Esso è molto simile a Melolontha hippocastani.

## Descrizione

### Adulto
Gli adulti dei maggiolini, lunghi 20–30 mm, sono allungati e presentano elitre colore rosso-brunastro e protorace scuro (bruno-nerastro o verdastro).

Talvolta le elitre di alcuni esemplari sono fittamente ricoperti di scaglie bianche (varietà farinosus).
Il torace e la testa sono neri. Ha un ampio apparato boccale.
La parte terminale dell'addome (pigidio) è tipicamente di forma triangolare, con l'apice appuntito verso la parte distale e ricurvo verso il basso. La parte inferiore ha strisce bianche e nere.

Le antenne sono formate da un funicolo ed un ventaglio con un numero diverso di articoli a seconda del sesso. Nei maschi il funicolo ha 3 articoli ed il ventaglio, molto allungato, ricurvo ed appiattito, 7 articoli. Nella femmina il funicolo ha 4 articoli ed il ventaglio, molto corto e quasi globoso, ha 8 articoli.

### Larva

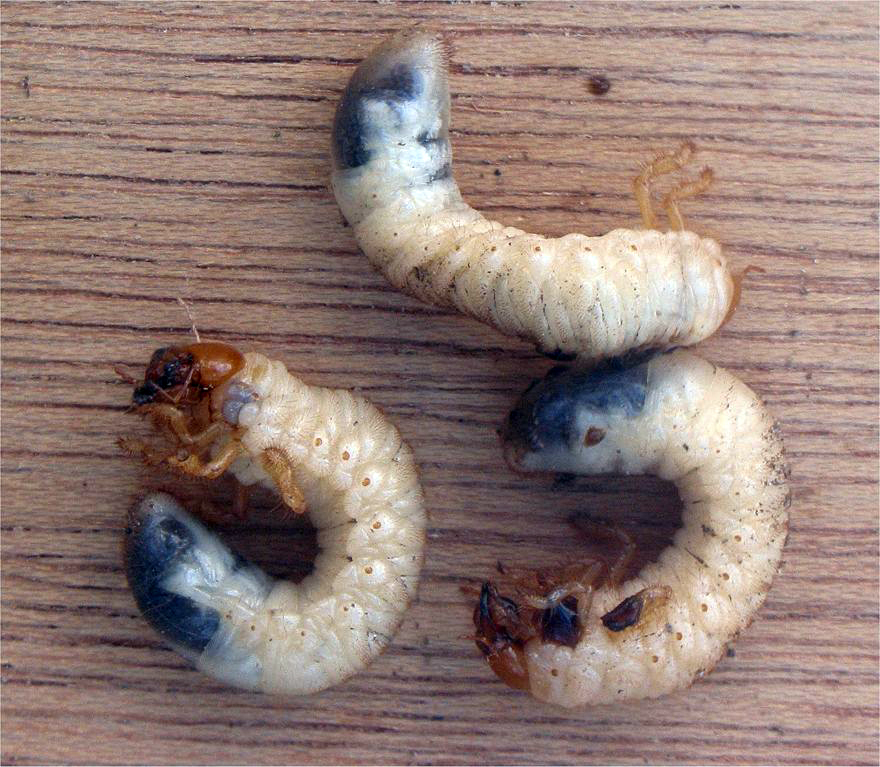
Larve di maggiolino

Le larve, lunghe fino a 40 mm, sono a forma di "C" (larve melolontoidi), biancastre, con il capo e le zampe arancioni e la parte terminale dell'addome molto ingrossata, la cui colorazione scura è dovuta all'accumulo fecale, eliminato in concomitanza alle mute larvali. Vivono nella rizosfera nutrendosi di radici. Fra i loro predatori naturali ci sono le talpe.

## Biologia
Il maggiolino è un insetto con ciclo poliennale in cui gli adulti (che vivono per 5-7 settimane) sfarfallano in primavera, ad aprile.
Gli adulti si nutrono degli apparati aerei delle piante, specialmente le latifoglie forestali, che infestano iniziando l'attività trofica all'imbrunire.
Dopo circa 15 giorni dallo sfarfallamento si ha l'accoppiamento e l'ovideposizione che avviene nel terreno a circa 20 cm di profondità. Vengono deposte 60-80 uova, che si schiudono a 4-6 settimane dalla deposizione. 
Le larve neonate iniziano la loro attività trofica sulle radici, specialmente quelle più tenere, anche di piante erbacee spontanee. Alla fine del 1º anno, all'avvicinarsi dell'inverno, le larve si approfondiscono nel terreno e svernano; nella primavera successiva riprendono l'attività, trascorrendo tutto il 2º anno allo stadio larvale.
Nella primavera del 3º anno le larve possono:
- riprendere l'attività, come nel secondo anno, e quindi sfarfallare alla primavera del 4º anno.
- impuparsi e sfarfallare nel maggio del 3º anno.

Il maggiolino, pertanto, completa il suo ciclo biologico in 3 o 4 anni solari (quindi 2-3 anni effettivi).

### Alimentazione

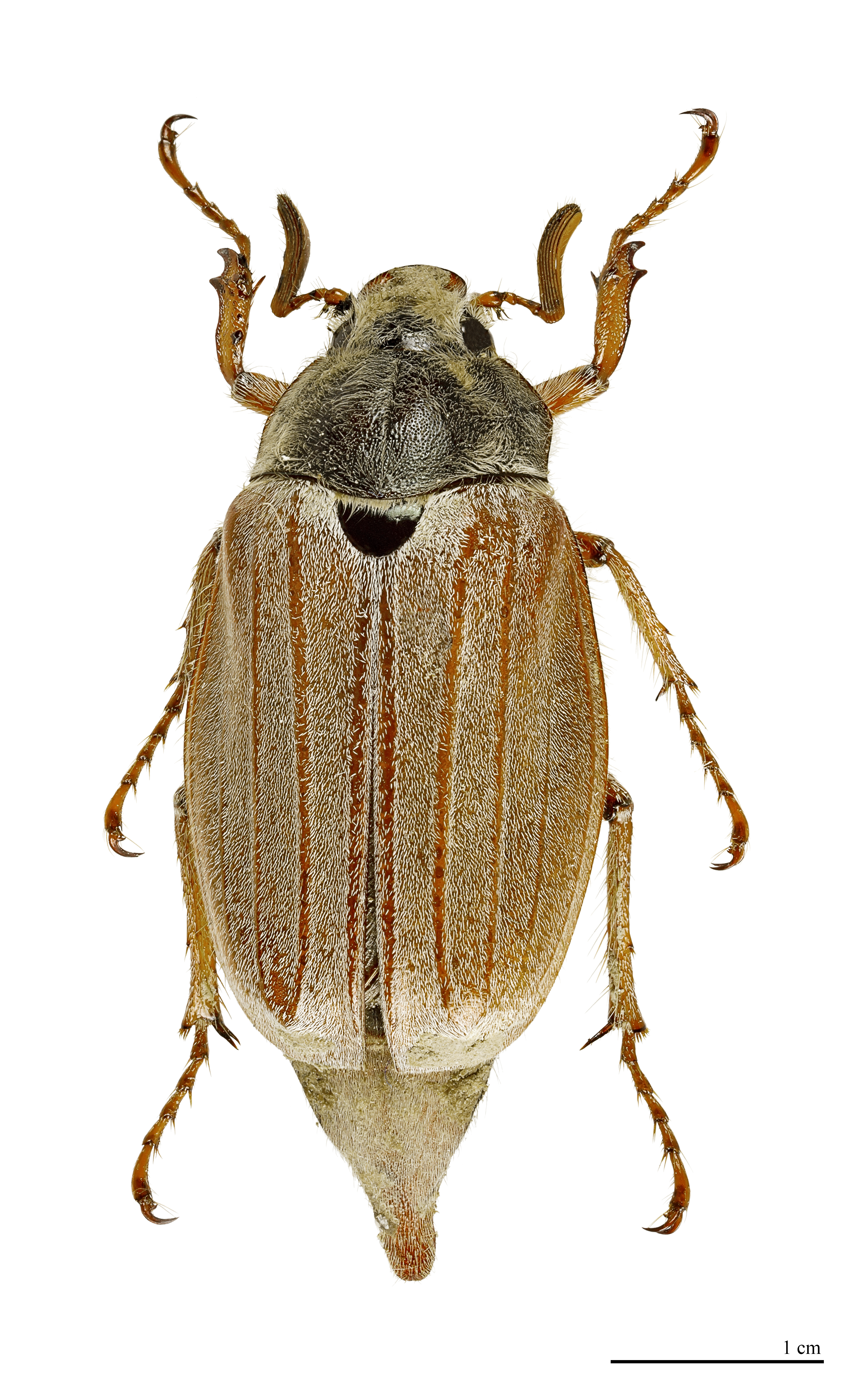
Maggiolino

Il maggiolino è un coleottero diffuso quasi ovunque in Italia. Estremamente polifago, in una sacca della terra d'Otranto nel Salento si è adattato a nutrirsi degli aghi più teneri dei pini.

I danni vengono provocati:
- dagli adulti che si nutrono di foglie e possono provocare forti defogliazioni alle piante colpite nel caso di gravi infestazioni;
- dalle larve che si nutrono delle radici e sono particolarmente dannose ai vivai o alle coltivazioni erbacee, specialmente se ortive.

È un fitofago delle piante ortive e della pianta di noce.

## Distribuzione e habitat
Il maggiolino vive nei boschi, parchi e giardini europei. Fino ai primi anni Ottanta del Novecento si potevano trovare 20 milioni di esemplari in 18 km² di bosco, oggi sono meno numerosi.